# Puchar Narodów CAFA
Puchar Narodów CAFA – międzynarodowy turniej piłkarski organizowany przez Federację Azji Środkowej (CAFA) dla należących do związku męskich reprezentacji narodowych.
Pierwsza edycja turnieju odbyła się w 2023 roku w Uzbekistanie i Kirgistanie. Najwięcej medalów (złoty) zdobyła reprezentacja Iranu.

## Drużyny

### Stałe drużyny
Stałe drużyny to te, które należą do CAFA.
- Afganistan
- Kirgistan
- Iran
- Tadżykistan
- Turkmenistan
- Uzbekistan

### Inne drużyny
Na turnieje zapraszano również drużyny spoza CAFA.
- Oman (2023)

## Dotychczasowe finały
| Rok  | Gospodarz            | Finał  | Finał | Finał      | Mecz o trzecie miejsce | Mecz o trzecie miejsce | Mecz o trzecie miejsce |
| Rok  | Gospodarz            | Mistrz | Wynik | Wicemistrz | Trzecie miejsce        | Wynik                  | Czwarte miejsce        |
| ---- | -------------------- | ------ | ----- | ---------- | ---------------------- | ---------------------- | ---------------------- |
| 2023 | Kirgistan Uzbekistan | Iran   | 1 – 0 | Uzbekistan | Oman                   | 1 – 0                  | Kirgistan              |

## Klasyfikacja medalowa
| \| Msc. \| Państwo \| \| \| \| \| \| ---- \| ---------- \| - \| - \| - \| - \| \| 1. \| Iran \| 1 \| 0 \| 0 \| 1 \| \| 2. \| Uzbekistan \| 0 \| 1 \| 0 \| 1 \| \| 3. \| Oman \| 0 \| 0 \| 1 \| 1 \| Tabela medalowa zaktualizowana po turnieju w 2023. |            | Klasyfikacja według liczby tytułów Iran: 1 Mistrzowie w roli gospodarza turnieju - |        |      |   |
| Msc. | Państwo    | złoto                                                                              | srebro | brąz |   |
| 1. | Iran       | 1                                                                                  | 0      | 0    | 1 |
| 2. | Uzbekistan | 0                                                                                  | 1      | 0    | 1 |
| 3. | Oman       | 0                                                                                  | 0      | 1    | 1 |